# The Simpsons Hit & Run
A The Simpsons Hit & Run egy videójáték A Simpson család alapján. Létrehozója a Radical Entertainment és Vivendi Universal adta ki 2003-ban. A játék elérhető Nintendo GameCube-ra, Xbox-ra, PlayStation 2-re, és Windows-alapú személyi számítógépekre.

## Ismertető
Végre egy játék, amiben bebarangolhatjuk a Simpsons család élőhelyét, Springfieldet. 56 küldetésen keresztül kísérhetjük a szereplőket a család 4 tagját (Homer, Bart, Marge, Lisa) és Aput. A helyszíneket gyalog is bejárhatjuk, de akár autóba (40 egyedi modell áll rendelkezésünkre) is pattanhatunk a nagyobb távolságok megtételéhez. Természetesen ez az "epizód" is tele van humorral.